# 1828
Cette page concerne l'année 1828 (MDCCCXXVIII en chiffres romains) du calendrier grégorien.
L'année 1828 est une année bissextile qui commence un mardi.

## Événements

### Afrique
- Février : l’imam de Mascate et Oman, Seyyd Saïd ibn Sultan visite Zanzibar[1].
- 20 avril : René Caillé, un paysan français des Deux-Sèvres, parti seul de Guinée, après une visite de Djenné, arrive à Tombouctou. Il séjourne quelque temps dans la ville sainte déguisé en musulman (fin le 5 mai)[2]. La ville compte près de deux cents écoles coraniques et plusieurs universités. René Caillé traverse le Sahara et atteint le Maroc. Ses relevés et observations bouleversent la carte de l’Afrique nigérienne. Selon René Caillé, Tombouctou compte de 10 à 12 000 habitants et est le principal entrepôt de la région.
- 30 avril : ambassade de Tchaka au roi du George IV du Royaume-Uni. Elle rentre le 27 août après l’échec de sa mission[3].
- Avril : le missionnaire John Philip publie à Londres Researches South Africa, un plaidoyer en faveur des Noirs[4].
- Mai : campagne de Tchaka contre les Mpondo, les Thembu et les Bhaca avec la participation de mercenaires anglais[3].
- 25 juin : le gouvernement britannique laisse l’administration des postes côtiers de Gold Coast au Comité des Marchands (fin en 1843)[5]. Celui-ci étend l’influence culturelle et juridique du Royaume-Uni dans la région, en particulier sous la présidence de son président le lieutenant George Maclean (en) à partir de 1830.
- 17 juillet : promulgation de l’ordonnance no 50, qui donne égalité de tous les habitants devant la loi dans la Colonie du Cap[6]. Le code pénal britannique remplace le code hollandais. Le gouvernement britannique permet aux Khoïkhoïs, aux Bochimans et aux Griquas (métis) d’acquérir des terres, ce qui les met directement en concurrence avec les Boers.
- 27 juillet : mort du roi mérina Radama Ier. Sa première femme et cousine Ramavo est proclamée reine de Madagascar par l’armée et la noblesse et prend le nom de Ranavalona[7]. Elle pratique une politique xénophobe et réactionnaire[8] (fin en 1861). Rainiharo, époux de Ranavalona, devient Premier ministre.

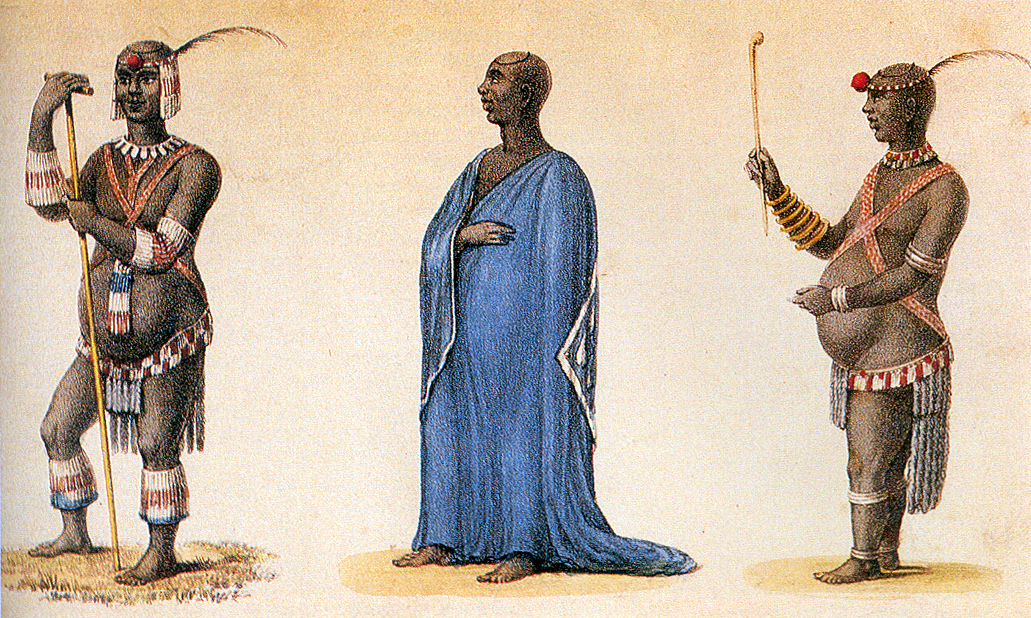
Le roi Dingaan en tenue ordinaire et d'apparat. Gravure de Allen Francis Gardiner, 1836.

- 22 septembre : Shaka, roi des Zoulou, est assassiné par ses frères et remplacé par l’un d’eux, Dingaan[3] (fin de règne en 1840).
- 10 octobre : retour d’Ibrahim Pacha en Égypte[9]. Sa libération est obtenue grâce à l’intervention des Français et des Britanniques. Le pachalik d’Égypte est désormais considéré par les Européens comme une autorité distincte d'Istanbul.
- 18 décembre : installation en Gold Coast de la Société des Missions de Bâle[10].
- Éthiopie : le Mesafent du Bégameder Marié d'Yédjou (en) succède à Ras Imâm (en). Il s’allie au puissant dedjach Oubié (Wube), gouverneur du Semièn, contre Sabagaudis (Sabagadis (en)) qui tient le Tigray. Il est tué dans la bataille de Debre Abbay en 1831, mais Oubié, vainqueur, capture Sabagaudis qui est mis à mort[11].
- Une conjuration tue le sultan du Ouadaï, Khafrine et met sur le trône un de ses fils qui meurt de la variole au bout de quelques mois. Comme tous les autres fils de Khafrine ont eu les yeux crevés après son assassinat, c’est un petit-fils d’Abd el-Kérim, Mohammed Abd el-Aziz, qui est désigné comme sultan du Ouadaï (1829-1834). Son règne est marqué par de nombreuses révoltes et des répressions sanglantes[12].
- Explorations de Ferdinand Duranton à partir du Sénégal (fin en 1838)[13].

### Amérique
- 4-20 janvier, guerre de Cisplatine : combats du lac Mirim, série de batailles navales entre l’Argentine et le Brésil[14].
- 27 janvier, guerre de Cisplatine : combat de Barrega dans le Río de la Plata[15].
- 10 février : victoire navale espagnole sur le Mexique à la bataille de Mariel[16].
- 11 avril : fondation de Bahía Blanca[17].
- 18 avril : révolte militaire à Chuquisaca contre Antonio José de Sucre qui doit évacuer la Bolivie avec ses troupes à la suite de l'intervention péruvienne ; le 1er août, il abdique la présidence de la république de Bolivie[18].
- 1er mai : le général péruvien Gamarra passe le Desaguadero et envahit la Bolivie. Il occupe La Paz le 8 mai[19] et invite le gouvernement bolivien à la réconciliation nationale sous la garantie de l’armée péruvienne[20] ; le traité de Piquiza signé le 6 juillet entre Gamarra et Urdininea décide le retrait des troupes colombiennes de Bolivie et la démission de Antonio José de Sucre[21].
- 19 mai : entrée en vigueur du « tarif des abominations » aux États-Unis, qui impose des taxes douanières très élevées sur les produits manufacturés étrangers[22].
- 9 juin, Brésil : révolte de mercenaires allemands et irlandais à Rio de Janeiro contre une discipline trop dure[23].
- 3 juillet : après que le Pérou a décrété la préparation à la guerre le 20 mai, Simón Bolívar invite le district de Quito à se préparer à la guerre[24]. Début de la guerre entre la Grande Colombie et le Pérou (fin le 28 février 1829).

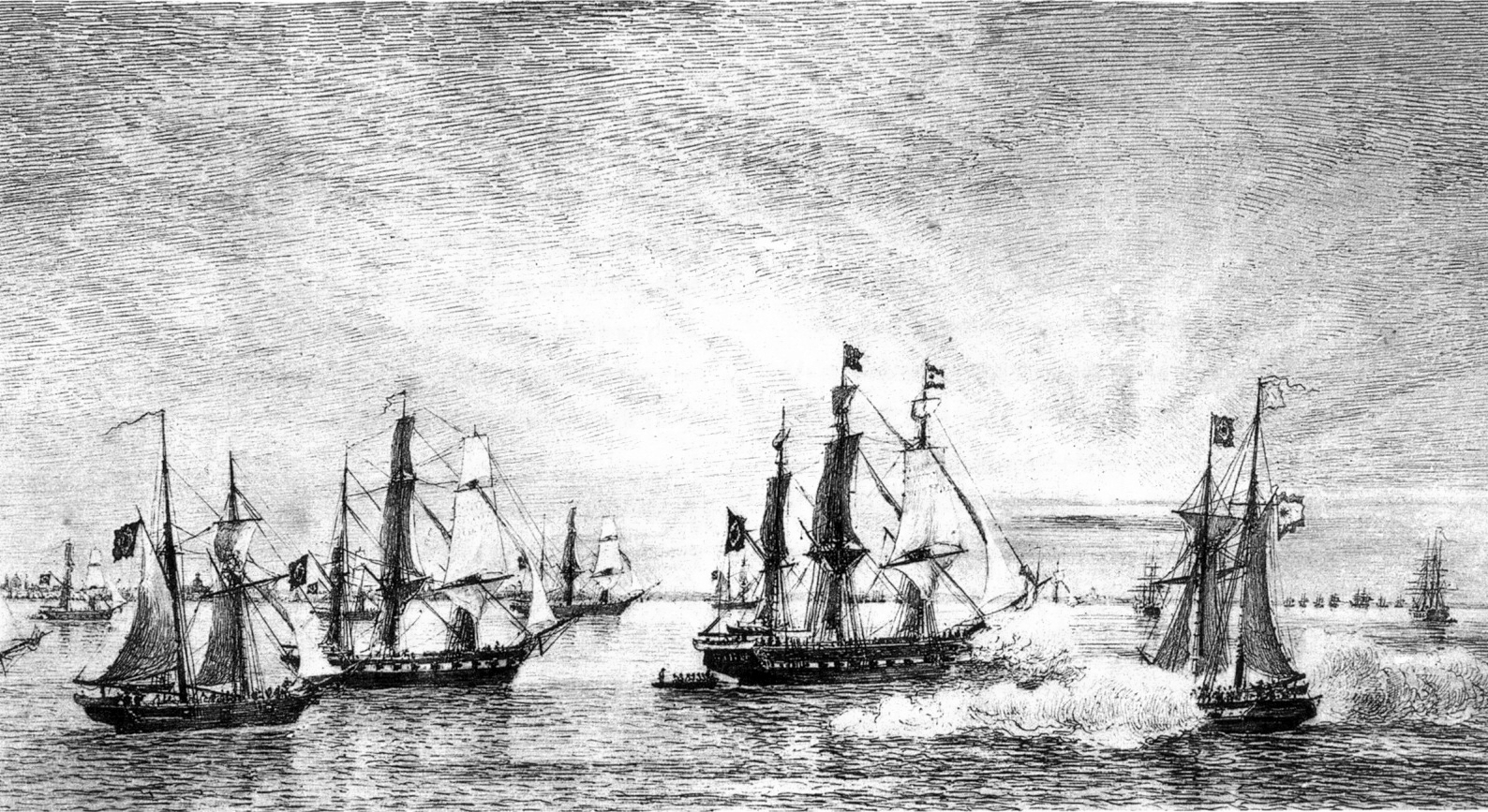
27 août : traité de Rio de Janeiro. La flotte brésilienne qui bloque Buenos Aires célèbre la fin de la guerre de Cisplatine.

- 27 août : traité de Rio de Janeiro. Indépendance de la République de l’Uruguay[25]. Enjeu de la rivalité entre le Brésil et l’Argentine, l’Uruguay doit son indépendance au Royaume-Uni qui désire créer un État tampon entre les deux puissances.
- 31 août, guerre Colombie-Pérou : victoire navale péruvienne au combat de Malpelo[26].
- 22 novembre : combat de Cruces dans la guerre entre la Colombie et le Pérou[26]. Les Péruviens occupent Guayaquil en janvier 1829.
- 3 décembre : Élection présidentielle américaine. Andrew Jackson est élu[27]. Le parti républicain se scinde en républicains nationaux (John Quincy Adams) et républicains démocrates (Andrew Jackson).
- 1er décembre, guerre entre unitaires et fédéralistes en Argentine : le fédéraliste Manuel Dorrego est déposé par les officiers unitaires conduits par Juan Lavalle qui devient gouverneur de Buenos Aires[28].

### Asie
- 24 janvier, Indes orientales néerlandaises : fondation de la Java Bank[29].
- 22 février[30] : paix de Turkmantchaï, imposée par le général Paskevitch, qui met fin à la guerre entre la Russie et la Perse[31]. La Perse cède à la Russie les provinces d’Erevan et de Nakhitchevan. Le tsar perçoit 3 millions de roubles d’indemnités de guerre. La frontière est délimitée par la rivière Araxe. La liberté de commerce est accordée aux marchands russes. Le traité prévoit le droit pour tous les Arméniens habitant la Perse de se transporter dans les provinces annexées par la Russie : 35 000 arméniens de la région d’Ourmia usent de cette possibilité. Les Russes les accueillent, espérant que l’attitude amicale des Arméniens turcs en ferait des alliés en cas de nouvelles hostilités.
- 7 mars : l’Assam est annexé par les Britanniques[32].

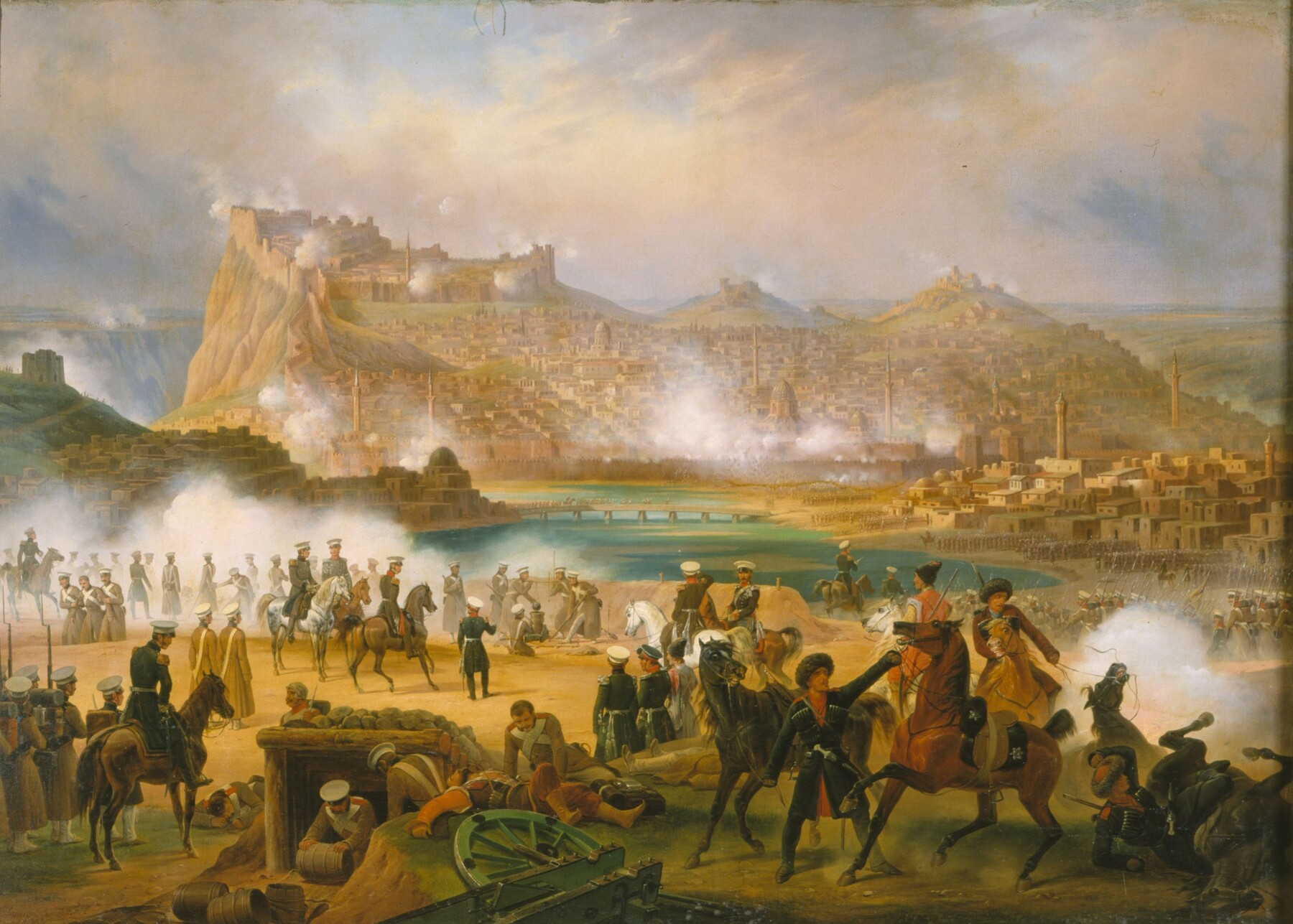
6 juillet : prise de Kars.

- 5-6 juillet, guerre russo-turque : prise de Kars par les Russes[33].
- 1er août : le roi Anou réoccupe Vientiane avec l’aide de troupes annamites ; le Siam intervient et il doit fuir en octobre[34]. Le Siam et l’Annam font la paix. Le royaume de Vientiane (Laos) est annexé par le Siam tandis que le Trân Ninh revient à l’Annam[35].

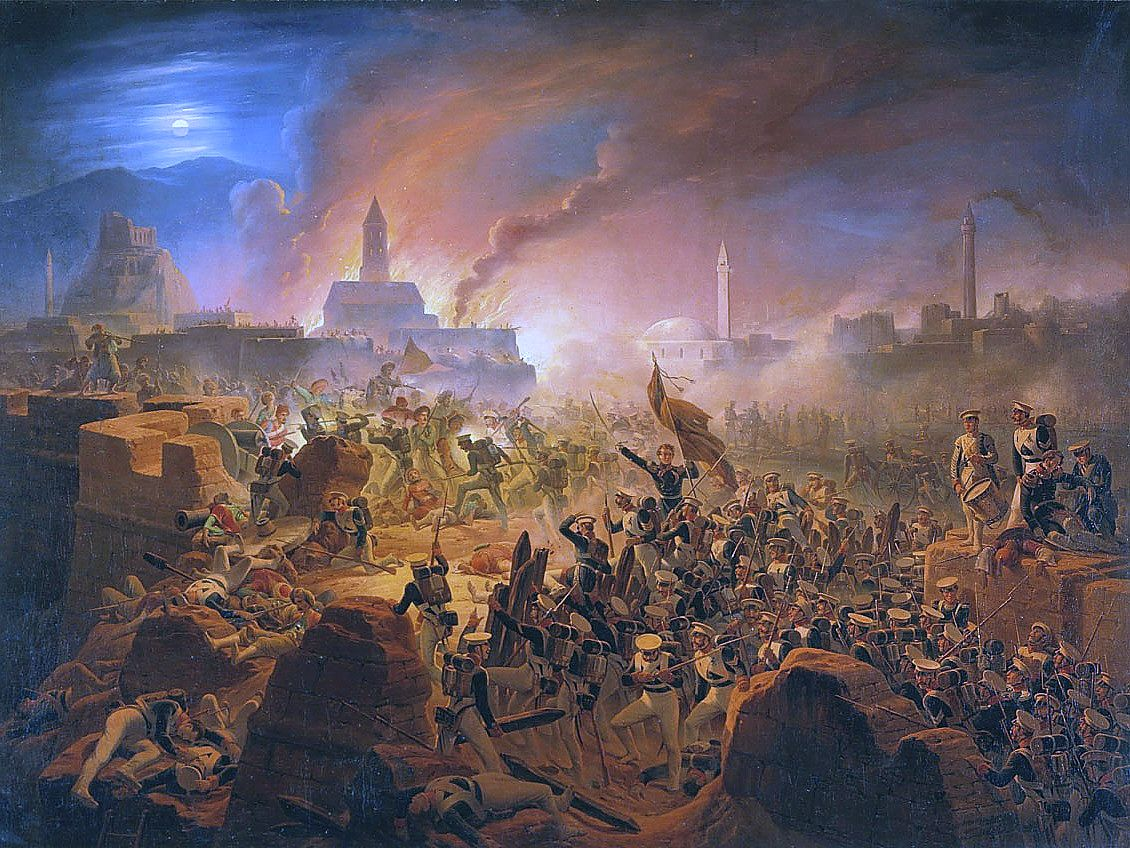
27 août : prise d’Akhaltsikhé. Toile de Janvier Suchodolski.

- 8-27 août, guerre russo-turque : siège et prise d’Akhaltsikhé, en Géorgie, par les troupes Russes[36].
- 20 août : au Bengale, le raja Rammohun Roy fonde le Brahmo Samaj, mouvement religieux nationaliste tentant d’adapter la culture hindoue aux idées modernes[37].
- 24 août : les Pays-Bas prennent possession de la moitié ouest de la Nouvelle-Guinée[38].

- Octobre : Gomdhar Konwar, issu d’une vieille famille d’Assam, est proclamé roi par les rebelles Assamais qui luttent pour leur indépendance vis-à-vis des Britanniques[37].
- 21 décembre : le roi de Vientiane Anou, réfugié à la cour de Hué en octobre, est arrêté par les Siamois alors qu'il tentait de passer de Hué en Chine[34]. Enfermé à Bangkok, il sera exécuté en 1835.
- 28 décembre : tremblement de terre dans la province d'Echigo au Japon. Il fait 30 000 victimes[39].

### Europe
- 9 janvier : début du ministère tory du Arthur Wellesley, duc de Wellington, Premier ministre du Royaume-Uni (fin en 1830)[40].
- 18 janvier : arrivée de Jean Capodistrias à Nauplie[41]. Il devient le premier gouverneur de la Grèce. Unité de la Grèce (1828-1913).
- 14 février, Allemagne : Friedrich von Motz, ministre des finances de Frédéric-Guillaume III de Prusse, obtient un accord d’union douanière (Zollverein) avec la Hesse-Darmstadt qui relie les deux parties du royaume de Prusse. En réaction, Metternich et les souverains créent une Union du Centre le 24 septembre (Hanovre, Brunswick et Hesse-Cassel) et dès le 28 janvier une Union du Sud (Bavière et Wurtemberg)[42].
- 26 avril (14 avril du calendrier julien), Saint-Pétersbourg : la Russie déclare la guerre à la Turquie[43]. Le tsar lance ses troupes en Anatolie orientale, en Moldavie et dans la plaine de la Dobroudja.
- 7 mai : les troupes du feld-maréchal Wittgenstein passent le Prout ; Iași est prise le lendemain et Bucarest tombe le 12 mai. Les armées du tsar envahissent les principautés danubiennes et y mettent en place une administration militaire russe[44].
- 9 mai : abrogation du Test and Corporation Act[45]. Réformes constitutionnelles majeures au Royaume-Uni (1828-1832). Les mesures qui empêchent les dissidents religieux de participer au gouvernement des municipalités sont abrogées.
- 26 mai : découverte de Kaspar Hauser, surnommé « l'orphelin de l'Europe », dans une rue de Nuremberg[46].

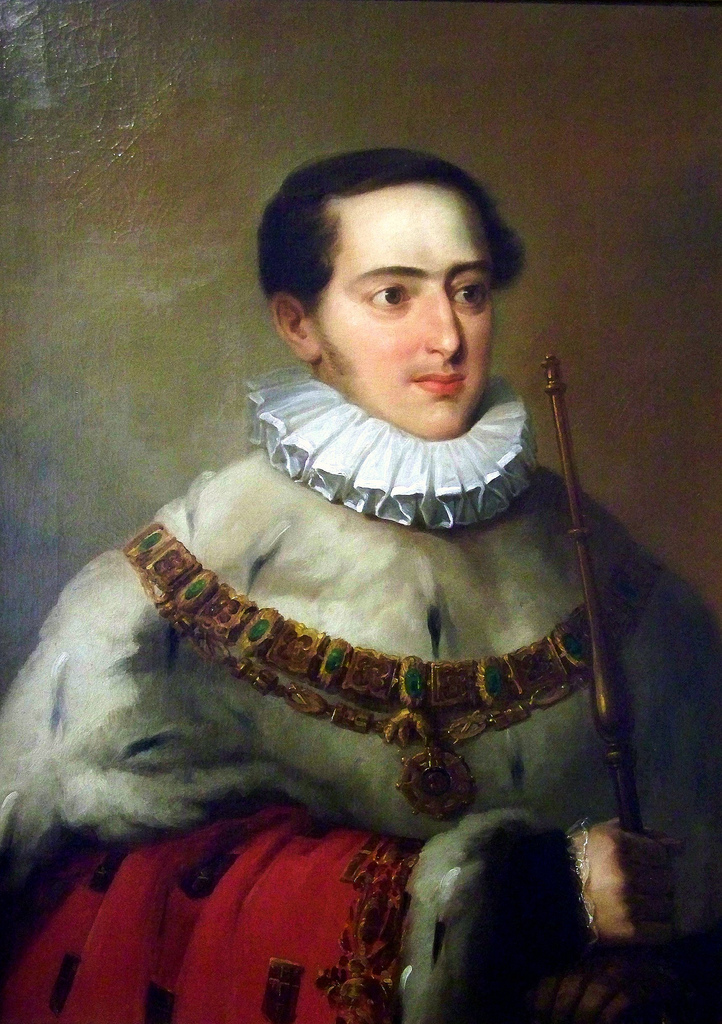
11 juillet : couronnement de Miguel, roi de Portugal.

- 23 juin : Miguel est proclamé roi de Portugal par les Cortès réunis au Palais d'Ajuda (fin de règne en 1834). Retour à l’absolutisme. Miguel, bien qu’il ait prêté serment à la charte libérale, obtient la déchéance de la reine Marie II de Bragance en s’appuyant sur la noblesse absolutiste[47].
- 5 juillet : élection du dirigeant catholique et nationalisme Irlandais Daniel O'Connell à la Chambre des Communes[48] avec 70 % des suffrages.
- 6 août : Méhémet Ali, khédive d’Égypte, accepte les demandes franco-britanniques en vue d’une évacuation des troupes égyptienne de la Grèce. L’Égypte rompt son alliance avec la Porte[49].
- 17 août : départ de Toulon de la première division de l’expédition française en Morée (1828-1829) de Maison[50]. Il en occupe les places fortes et ne perd que 43 hommes.
- Août, Malestroit : Lamennais fonde la congrégation de saint Pierre, destinée à former un clergé savant, capable de répondre aux attaques des philosophes (dissoute en septembre 1834)[51].

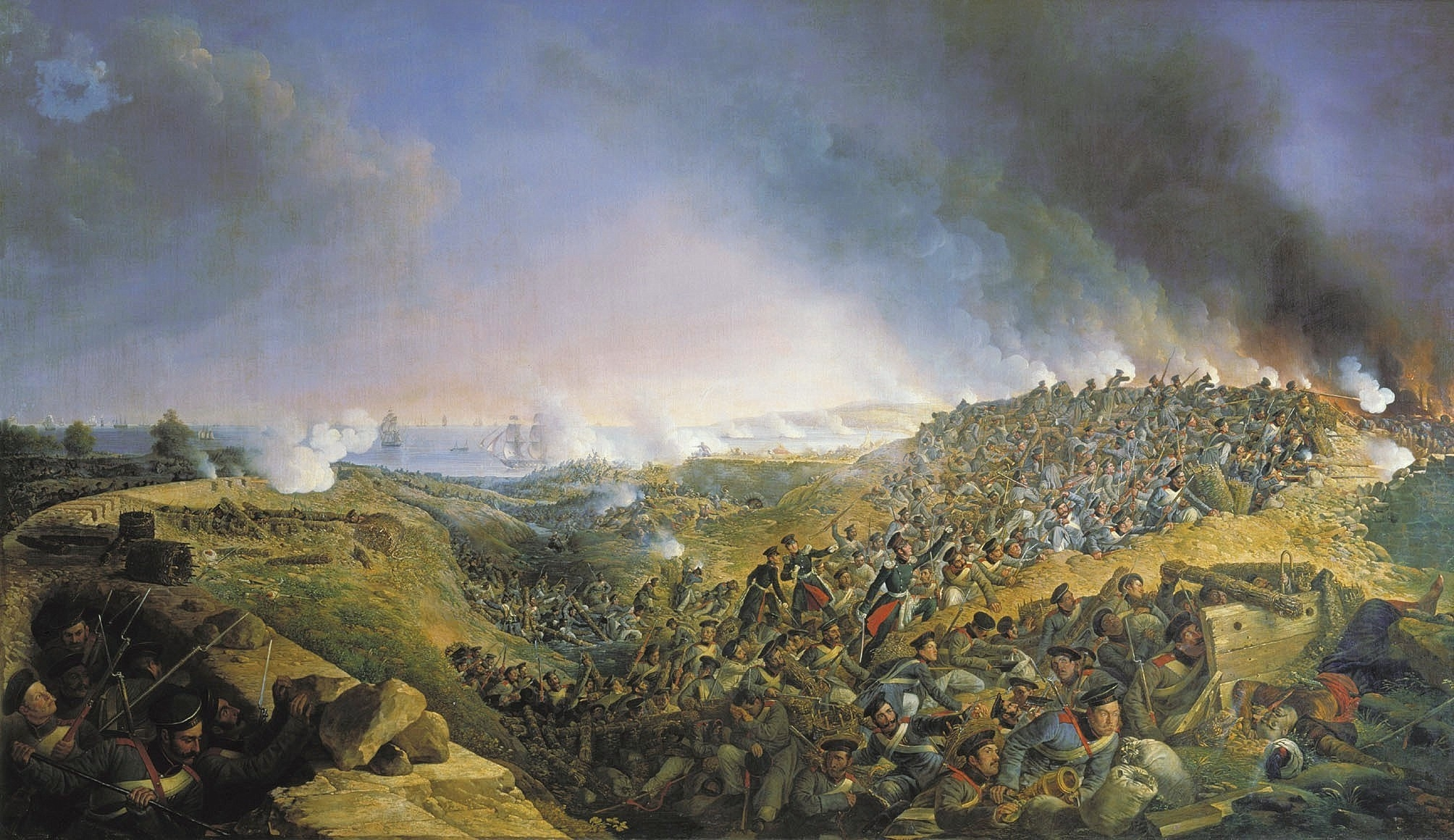
11 octobre : prise de Varna.

- 11 octobre (29 septembre du calendrier julien) : prise de Varna par les Russes[52].
- 5 novembre : décès de l’impératrice douairière de Russie Marie Fiodorovna. Création après sa mort de la IVe section de la Chancellerie privée (administration des établissements d’enseignement féminin et d’assistance publique)[53].
- 15 décembre : à Varsovie, création par le sous-lieutenant Piotr Wysocki d’une société secrète qui recrute parmi les élèves de l’école des aspirants de l’infanterie[54].
- 20 décembre : nouveau statut des écoles primaires et secondaire en Russie[55].
- Ouverture de l’Université d’Helsinki[56].

## Naissances en 1828

### Janvier
- 3 janvier : Jean-Marie Villard, instituteur français devenu photographe et peintre († 16 août 1899).
- 6 janvier : Ward Hill Lamon, garde du corps du président des États-Unis, Abraham Lincoln († 7 mai 1893).
- 17 janvier : Ede Reményi, compositeur et violoniste hongrois († 15 mai 1898).
- 21 janvier : Clémence de Grandval, compositrice française († 15 janvier 1907).
- 29 janvier : Joseph O'Kelly, compositeur, pianiste et chef de chœur Nord-Irlandais († 9 janvier 1885).

### Février
- 8 février : Jules Verne, romancier français († 24 mars 1905).
- 10 février :
  - Salvador Cisneros Betancourt, homme politique cubain († 28 février 1914).
  - Adolphe Perraud, cardinal français, oratorien, évêque d'Autun († 10 février 1906).
- 13 février : Jules Costé, avocat et compositeur français d'opérette et d'opéra-comique († 12 novembre 1883).
- 14 février : Sisinio von Pretis-Cagnodo, fonctionnaire et homme politique autrichien († 15 décembre 1890).
- 18 février : Dom Gréa, ecclésiastique français fondateur des Chanoines réguliers de l'Immaculée Conception († 23 février 1917).
- 19 février : Johannes von Miquel, homme d'État prussien († 8 septembre 1901).
- 28 février : Antonio Rotta, peintre italien († 11 septembre 1903).

### Mars
- 18 mars : William Randal Cremer, prix Nobel de la paix en 1903 († 22 juillet 1908).
- 19 mars : Maria Vlier, enseignante et historienne du Suriname († 8 juillet 1908).
- 20 mars :
  - Henrik Ibsen, dramaturge norvégien († 23 mai 1906).
  - Takahashi Yuichi, peintre japonais († 6 juillet 1894).
- 26 mars : Louis Dauvergne, peintre français († 31 juillet 1899).
- 30 mars : François Bocion, peintre et professeur de dessin suisse († 12 décembre 1890).

### Avril
- 1er avril : William Whiteway, homme politique canadien († 24 juin 1908).
- 10 avril : Sherman Otis Houghton, homme politique américain († 31 août 1914).
- 13 avril : Josephine Butler, née Grey, féministe abolitionniste anglaise († 30 décembre 1906).
- 18 avril : August von Wille, peintre allemand († 31 mars 1887).
- 20 avril : Jean Pierre François Lamorinière, peintre belge († 3 janvier 1911).
- 29 avril : Wilhelm Popp, musicien, flûtiste, et compositeur allemand († 25 juin 1903).

### Mai
- 8 mai : Henri Dunant, fondateur de la Croix-Rouge, prix Nobel de la paix en 1901 († 30 octobre 1910).
- 12 mai : Dante Gabriel Rossetti, poète, écrivain et peintre britannique († 10 avril 1882).
- 26 mai : Jean Besselère, religieux catholique, journaliste et historien local français.

### Juin
- 2 juin : Wilfred Hudleston Hudleston, (né Simpson), géologue britannique († 29 janvier 1909).
- 3 juin :
  - Ferdinand Poise, compositeur et auteur d’opéra-comiques français († 13 mai 1892).
  - Otto von Faber du Faur, peintre et militaire allemand († 10 août 1901).
- 7 juin : Adrien Barthe, compositeur de musique classique français († 13 août 1898).
- 13 juin : Jules-Élie Delaunay, peintre français († 5 septembre 1891).
- 18 juin : Camille Alfred Pabst, peintre français († 30 septembre 1898).
- 20 juin : Louis-Marie Baader, peintre français († 2 décembre 1920).
- 26 juin : Jean-François Batut, peintre français († 21 mai 1907).

### Juillet
- 2 juillet :
  - Joseph Unger, avocat, écrivain et homme politique autrichien puis austro-hongrois († 2 mai 1913).
  - Jules Jacques Veyrassat, peintre et graveur français de l'École de Barbizon († 12 avril 1893).
- 7 juillet : André Benoît Perrachon, peintre français († 30 décembre 1908).
- 8 juillet : Gabriel Ranvier, peintre français († 25 novembre 1879).
- 11 juillet : Gustave-Henri Colin, peintre français († 28 décembre 1910).
- 14 juillet : Jervis McEntee, peintre américain († 27 janvier 1891).
- 17 juillet : George Bernard O'Neill, peintre de genre irlandais († 23 septembre 1917).
- 19 juillet : Émile Michel, peintre et critique d'art français († 24 mai 1909).
- 31 juillet : François-Auguste Gevaert, compositeur belge et théoricien de la musique († 24 décembre 1908).

### Août
- 15 août : Albert de Balleroy, peintre français († 19 août 1872).
- 18 août : Ernest Cahen, pianiste, organiste, professeur de musique et compositeur français († 8 novembre 1893).
- 31 août : Anthony Musgrave,  administrateur colonial britannique  († 9 octobre 1888).

### Septembre
- 9 septembre (calendrier grégorien, 28 août du calendrier julien) : Léon Tolstoï, écrivain russe († 20 novembre 1910).
- 22 septembre : Heinrich Agathon Bernstein, naturaliste-voyageur hollandais († 1865).
- 26 septembre : Louis-Victor Gesta, peintre-verrier français († 6 septembre 1894).
- 28 septembre : Bernard de Gélieu, militaire originaire de Neuchâtel au service de la Prusse († 14 avril 1907).
- ? septembre : Annibale Gatti, peintre italien († 13 août 1909).

### Octobre
- 3 octobre : Woldemar Bargiel, compositeur et pédagogue allemand († 23 février 1897).
- 9 octobre : Ferdinand von Piloty, peintre, illustrateur et fresquiste bavarois († 21 décembre 1895).
- 17 octobre : Léon Jouret, musicologue et compositeur belge († 6 juin 1905).
- 26 octobre : Étienne Leroy, peintre français († 21 novembre 1876).

### Novembre
- 3 novembre :
  - Josef Hellmesberger I, violoniste, chef d'orchestre, compositeur et pédagogue autrichien († 24 octobre 1893).
  - Octavius Pickard-Cambridge, prêtre et zoologiste britannique († 9 mars 1917).
- 4 novembre : Gontran Borys, journaliste et romancier français († 9 juillet 1872).
- 6 novembre : Adolph Northen, peintre allemand († 28 mai 1876).
- 7 novembre : Paul Baudry, peintre français († 17 janvier 1886).
- 14 novembre :
  - Gabriele Castagnola, peintre italien († 30 août 1883).
  - Charles de Freycinet, homme politique et ingénieur français († 14 mai 1923).
  - Andreas Andresen, historien de l'art dano-allemand (° 1er mai 1871).
- 15 novembre : Lucien-Louis Bonaparte, cardinal français († 19 novembre 1895).
- 19 novembre : Félix-Henri Giacomotti, peintre français d'origine italienne († 10 mai 1909).
- 22 novembre : Pierre De Coninck, peintre français († 5 juillet 1910).
- 24 novembre : Kagetomo Kawata, homme politique japonais († 12 octobre 1897).
- 25 novembre : Franjo Rački, chanoine, historien, homme politique et écrivain austro-hongrois d'origine croate († 13 février 1894).
- 29 novembre : Alexandre Ozanne, architecte français († 18 novembre 1888).

### Décembre
- 15 décembre : Édouard Delessert, peintre, archéologue et photographe français († 27 mars 1898).
- 23 décembre :  Francisco do Rego Barros Barreto, ingénieur et homme politique brésilien († 1er février 1918).
- 26 décembre : Hubert Rohault de Fleury, peintre français († 11 octobre 1910).

### Date précise inconnue
- Domenico Marchiori, peintre italien († 1905).
- Vers 1828 :
  - Pietro Pezzati, peintre italien († 1890).
  - Pétros Mavromichális, juriste et homme politique grec († 1892).

## Décès en 1828
- Victor de l'Aveyron, enfant sauvage éduqué par le docteur Jean Itard, au début de l'année.
- 5 janvier : Adrien Taunay, peintre et dessinateur français (° 1803).
- 13 janvier : Alexandre-Auguste Robineau, peintre et musicien français (° 23 avril 1747).
- 14 janvier : Antoine de Morlhon, religieux français, archevêque d'Auch (° 12 octobre 1753).
- 23 janvier : Giuseppe Quaglio, peintre et scénographe italien (° 2 décembre 1747).
- 7 février : Henri-François Riesener, peintre français (° 19 octobre 1767).
- 3 mars : Hongi Hika, chef de guerre maori de Nouvelle-Zélande (° 1772).
- 22 mars : Ignace-Michel-Louis-Antoine d'Irumberry de Salaberry, homme politique canadien (° 4 juillet 1752).
- 16 avril : Francisco Goya, peintre et graveur espagnol (° 30 mars 1746).
- 19 avril : Carlo Francesco Maria Caselli, cardinal italien, archevêque de Parme (° 20 octobre 1740).
- 2 juin : Leandro Fernández de Moratín, auteur dramatique espagnol inspiré par Molière et Marivaux (° 10 mars 1760).
- 15 juillet : Jean-Antoine Houdon, sculpteur français (° 20 mars 1741).
- 3 août : Louis Lafitte, peintre français (° 15 novembre 1770).
- 23 septembre : Richard Parkes Bonington, peintre britannique (° 25 octobre 1802).
- 9 octobre : Luis de la Cruz, explorateur et homme politique chilien (° 25 août 1768).
- 12 octobre : François-Gédéon Reverdin, peintre, dessinateur, graveur et enseignant suisse (° 15 mai 1772).
- 26 octobre : Albrecht Daniel Thaer, agronome allemand (° 14 mai 1752).
- 8 novembre : Thomas Bewick, graveur et ornithologue britannique (° août 1753).
- 19 novembre : Franz Schubert, compositeur autrichien (° 31 janvier 1797).
- 26 novembre : Gilbert de Riberolles, homme politique français, député du tiers état de la sénéchaussée de Riom aux États généraux (° 8 mars 1749).
- 28 novembre : Jacques-Augustin-Catherine Pajou, peintre français (° 27 août 1766).
- 13 décembre : Manuel Dorrego, militaire et homme politique espagnol puis argentin (° 11 juin 1787).
- 28 décembre : Jean-Charles-Louis de Mesgrigny, chevalier de Mesgrigny-Villebertin et commandeur de l'Ordre de Malte (° 29 août 1745)[57].
- Date précise inconnue :
  - Charlotte Eustache Sophie de Fuligny-Damas (marquise de Grollier), peintre française (° 21 décembre 1741).
  - François-Antoine-Joan Mazure, enseignant et historien français (° 1776).